# Ikast
Ikast i den nordlige ende af Ikast-Brande Kommune er en ældre stationsby i Midtjylland,
Byen har 16.808 indbyggere  (2025) og ligger i Ikast Sogn.
Ikast er en af landets største ikke-købstæder og ligger lidt nord for motorvejen primærrute 15. Der er 5 kilometer til Hernings forstad mod øst Hammerum, 26 kilometer til Silkeborg og 67 kilometer til Aarhus. Ikast er desuden centrum af Jylland med lige langt til kysterne i øst og vest.
Indbyggere på Ikast- og Herning-egnen kaldes uldjyder pga. den historiske trikotageindustri i området, og egnen går også under navnet Uldjylland. Der er flere hundrede trikotage- og tekstilvirksomheder. En har en kæmpe spinderok som vartegn. Byens handelscenter er en overdækket gågade. I byens centrum ligger Ikast-tårnet fra 1948, der er et tidligere vandtårn, som nu er offentligt udsigtstårn og rummer et lille vandværksmuseum.
Byen er kendt for kvindehåndbold med Herning-Ikast Håndbold, der har rod i Ikast FS, under hvilket navn den vandt DM i 1998. Holdet vandt DM i 2011, 2013 og 2015.
Men også det kendte fodboldhold FC Midtjylland har base i Ikast, da det er i Ikast at holdet træner.
Ikast har station på Skanderborg-Skjern-banen.
Ikast Station blev åbnet den 28. august 1877, som en del af banen mellem Silkeborg og Herning. Stationen spillede en central rolle i byens udvikling, især for tekstilindustrien, som kunne udnytte den effektive transport af varer og arbejdskraft.
Gennem årene blev stationen moderniseret flere gange for at imødekomme de skiftende behov. Selvom passagertallet faldt midt i det 20. århundrede på grund af biler og busser, har stationen i de seneste år oplevet en revitalisering med fokus på bæredygtig mobilitet og forbedrede faciliteter.
I den vestlige bydel Eskelund ligger kolonihaveområde Eskelund Kolonihaveforening.
Helt ude mod vest ligger den nyeste tilføjelse til Ikast, nemlig Hjertet. Som er et forsamlingssted for unge, hvor der er skate-ramper og løbehjulsbaner. Hjertet ligger ved siden af byens Internationale School Ikast-Brande, Ikast-Brande Gymnasium, VIA Pædagoguddannelsen og Herningsholm Erhvervsskole.

## Historie
I 1879 blev byen beskrevet: "Ikast med Kirke, Skole og Mølle". Ikast Station åbnede i 1877.
Omkring århundredeskiftet til 1900 blev byen beskrevet: "Ikast (1340: Ycost), ved Landevejen, med Kirke, Præstegd., Skole, Missionshus (opf. 1897), Lægebolig, Sparekasse (opr. 1871; 31/3 1901 var Spar. Tilgodeh. 16,927 Kr., Rentef. 4 pCt., Reservef. 2143 Kr., Antal af Konti 166), Mølle, Andelsmejeri, Kro, Jærnbane- og Telegrafst. samt Postekspedition".
Ikast stationsby havde 330 indbyggere i 1906, 392 i 1911 og 719 indbyggere i 1916. I 1911, da byen havde 392 indbyggere, levede 23 af landbrug, 187 af håndværk og industri, 77 af handel og 37 af transport mm.
Ikast stationsby voksede kraftigt i mellemkrigstiden: byen havde 674 indbyggere i 1921, 1.193 i 1925, 1.607 i 1930, 2.250 indbyggere i 1935  og 2.787 indbyggere i 1940. I 1930, da byen havde 1.607 indbyggere, levede 56 af landbrug m.v., 899 af håndværk og industri, 201 af handel og omsætning, 102 af transport, 50 af immateriel virksomhed, 148 af husgerning m.v., 116 var ude af erhverv og 85 havde ikke oplyst indkomstgrundlag..
Ikast stationsby fortsatte sin befolkningsudvikling i efterkrigstiden: byen havde 3.059 indbyggere i 1945, 4.207 i 1950, 4.727 i 1955, 5.797 i 1960 og 7.559 indbyggere i 1965.

## Galleri
- Det overdækkede strøg i Ikast
- Rådhuset i Ikast
- Spinderokken - byens varetegn.
- Det overdækkede strøgcenter i Ikast, set udefra.
- Fonnesbæk Kirke